# تپه سه‌راهی گودین-ولاشجرد (۲۳-K)
تپه گودین مربوط به دوره اشکانیان - دوران‌های تاریخی پس از اسلام است و در شهرستان کنگاور این اثر در تاریخ ۱۰ دی ۱۳۸۱ با شمارهٔ ثبت ۶۶۱۵ به‌عنوان یکی از آثار ملی ایران به ثبت رسیده است.